# Bridgette Kerkove
Bridgette Kerkove, née le 8 février 1977 à Los Angeles, est une actrice et réalisatrice de films pornographiques américaine.

## Biographie
Elle grandit à Los Angeles où elle reçoit une éducation catholique. Elle se marie à Skeeter Kerkove, avec qui elle a deux enfants. Il la convainc de se lancer dans le porno. Elle y débute en 1998.
C'est une actrice très travailleuse car en 1999 elle tourne énormément de scènes en quelques jours.
Fin octobre 2001, elle met sa carrière entre parenthèses (jusqu'à mi 2002) alors qu'elle est au sommet car elle est enceinte à nouveau. Elle a un quatrième enfant en octobre 2004.
En 2011, elle est admise dans l'AVN Hall of Fame.

## Récompenses et nominations
- 2011 : AVN Hall of Fame
- 2000 : AVN Award Meilleure nouvelle starlette (Best New Starlet)[2]
- 2001 : AVN Award, Most Outrageous Sex Scene, "In the Days of Whore" (2000) (V) (avec Tyce Bune)
- 2002 : AVN Awards, Best Group Sex Scene - Video "Succubus" (2001) (V) (avec Jewel Valmont, Nikita Denise, Herschel Savage, Trevor)
- 2002 : Venus Awards, de meilleure actrice américaine

Nominations
AVN Awards :13 nominations aux AVN Awards, record absolu (hommes - femmes confondus)
- 2001 : AVN Award nommée, Best All-Girl Sex Scene, The Violation of Bridgette Kerkove avec Coral Sands, Daisy Chain, Gwen Summers, Layla Jade, Candy Apples et Vivi Anne
- 2001 : AVN Award nommée, Best Group Sex Scene (Film) - Watchers (with Bridgette Kerkove, Chennin Blanc, Pat Myne et Eric Masterson)

## Filmographie sélective
- 1998 : Cumback Pussy 14
- 1999 : Pussyman's Decadent Divas 2
- 1999 : Pussyman's Decadent Divas 3
- 1999 : Pussyman's Decadent Divas 5
- 2000 : The Violation of Bridgette Kerkove
- 2000 : Max, portrait d'un serial-niqueur
- 2000 : Pussyman's Decadent Divas 8
- 2000 : Pussyman's Decadent Divas 9
- 2000 : Pussyman's Decadent Divas 10
- 2000 : No Man's Land 32
- 2001 : Pussyman's Decadent Divas 11
- 2001 : Pussyman's Decadent Divas 12
- 2001 : Pussyman's Decadent Divas 14
- 2001 : No Man's Land 35: Blonde edition
- 2002 : My Favorite Whore 4
- 2003 : When the Boyz Are Away the Girlz Will Play 10
- 2004 : Baby Doll Lesbian Orgies
- 2005 : Cherry Lickers 2
- 2006 : Bad Ass Bridgette
- 2007 : Just Facials 5
- 2008 : No Man's Land: Girls in Love 1
- 2009 : Audrey Hollander Fists Her Ass
- 2010 : Knockin' at the Back Door
- 2011 : Jenna is Timeless
- 2013 : Filthy Backdoor MILTFs
- 2014 : Suck Out The Cum From My Cock 4
- 2015 : Blondes Prefer Anal 1